# Тейлор, Джозеф Хотон
Джозеф Хотон Тейлор — младший (англ. Joseph Hooton Taylor, Jr.; род. 29 марта 1941, Филадельфия, США) — американский физик, нобелевский лауреат 1993 года. Доктор философии (1968).
Заслуженный университетский профессор Принстона (эмерит).
Член Национальной академии наук США (1981) и Американского философского общества (1992).

## Биография
Окончил Haverford College (бакалавр физики, 1963). Степень доктора философии по астрономии получил в Гарварде. С 1969 по 1981 год был аффилирован с Массачусетским университетом, также работал консультантом в Massachusetts General Hospital. С 1980 года в Принстоне, где ныне именной заслуженный университетский профессор (James S. McDonnell Distinguished University Professor) физики (эмерит); в 1997-2003 годах декан.
Своё открытие, за которое удостоились Нобелевской премии «за открытие нового типа пульсаров, давшее новые возможности в изучении гравитации», Рассел Халс и Джозеф Тейлор сделали в 1974 году — проводя наблюдения на радиотелескопе в Аресибо они впервые обнаружили двойной пульсар PSR B1913+16.
В 1991 году измерения сокращающейся орбиты этой пары звёзд, образующих пульсар, дали подтверждение общей теории относительности, а также возможности излучения этой системой гравитационных волн.
Член Американской академии искусств и наук (1982). Фелло Американского физического общества (1985).
В 2006 году в его честь назван астероид (81859) Joetaylor. Также Джозеф Тейлор очень известен в радиолюбительских кругах. Его радиолюбительский позывной: K1JT. Он автор программ WSPR, а также WSJT (Weak Signal communications by K1JT), предназначенной для повышения вероятности установления дальних радиосвязей в УКВ диапазоне, через отражения от ионизированных следов метеорных потоков (MS) или проведения радиолюбительских связей с отражением от Луны (EME).
В 2016 году подписал письмо с призывом к Greenpeace, Организации Объединённых Наций и правительствам всего мира прекратить борьбу с генетически модифицированными организмами (ГМО).
О своем отношении к религии Дж.Тейлор отмечал: «Мы с семьёй активные члены религиозной общины Друзей, то есть квакеров. Религия составляет важную часть нашей жизни (особенно для нас с женой; для наших детей в меньшей мере). Мы с женой часто проводим время с другими верующими нашей общины; это помогает нам лучше осознать свое отношение к жизни, напоминает о том, для чего мы на земле и что мы можем сделать для других... Мы всегда отказывались и отказываемся участвовать в войне, но готовы служить своей стране другими способами. Мы верим, что в каждом человеке есть нечто Божественное, поэтому человеческая жизнь священна. В людях нужно искать глубину духовного присутствия, даже в тех, с кем вы расходитесь во взглядах»..

## Награды и отличия
- 1980 — Премия Дэнни Хейнемана в области астрофизики[12] (первый удостоенный)
- 1981 — Стипендия Макартура
- 1985 — Медаль Генри Дрэпера Национальной АН США
- 1987 — Премия Томалла
- 1989 — Лекция Карла Янского
- 1990 — Magellanic Premium
- 1991 — Медаль Альберта Эйнштейна[источник не указан 708 дней]
- 1992 — Премия Джона Карти Национальной АН США
- 1992 — Премия Вольфа по физике
- 1993 — Нобелевская премия по физике
- 1995 — Медаль Джона Скотта
- 1997 — Медаль Карла Шварцшильда[источник не указан 708 дней]